# Weser Flugzeugbau
Weser-Flugzeugbau GmbH (más conocida como Weserflug) era un fabricante de aviones alemán, filial del astillero de Bremen AG "Weser".

## Historia
Para abrir una nueva unidad de negocios fuera de la construcción naval, Weser-Flugzeugbau GmbH fue fundado en 1934 por la compañía matriz del "Weser" AG, constructor naval alemán, fue fundada Aktiengesellschaft (Deschimag). Durante la Segunda Guerra Mundial, Weserflug el cuarto mayor fabricante de aviones del Reich alemán.
1934 se hizo cargo de Weserflug la Rohrbach Metallflugzeugbau GmbH, Berlín. En el otoño de 1942,  WFG recibió la fábricas en desuso Rabsteiner Kamnitz en Bohemia  en los Sudetes para la producción de aviones y armas asignadas. En julio de 1944, iniciada por presos en el campo fuera de Rabstein KZ Flossenbürg bajo el nombre en clave Zechstein diseñado sobre 80 000 m² bajo tierra en Rabsteiner Gund, Johnsbach. Hasta mayo de 1945 17 500 m² se completó y la producción de accesorios para repuestos de Ju 87 fue introducida. Para las necesidades de personal de la guerra llegó a Johnsbach, Rabstein y Kamnitz-Bohemia,  30 campos de trabajo y dos campo de prisioneros para prisioneros soviéticos y angloamericanos. Un total de 6 000 personas de 18 países se encontraban en el complejo de almacenes Rabstein.
En 1944 se hizo cargo de Weserflug la empresa Delmenhorster de Focke-Achgelis en las que Henrich Focke había fundado con Gerd Achgelis el desarrollo de helicópteros (o autogiros ). En 1944, por gestión de Berlín se movió  Weserflug a Hoykenkamp ( Delmenhorst ), a unos 15 km al oeste de Bremen.

### Post Guerra
Al final de la guerra, toda la producción de aviones en Alemania se detuvo durante varios años. En 1948, un administrador, Horst Janson, fue designado para recoger los bienes de Weser AG, a la que pertenecía Weserflug. Él era responsable de algunos reindustrialización posguerra en Bremen, como la reactivación de la industria de la construcción naval, y se unió a la junta de Weser AG. La producción de aviones motorizados fue prohibido en Alemania desde 1945 hasta 1955. En la década de 1950 se utilizó el área Hoykenkamp para las pequeñas empresas.
En 1954 se unió a la licencia del avión de transporte francés Nord Noratlas N 2501  de la Hamburger Flugzeugbau, Weserflug y Siebel Flugzeugwerke juntos para aviones Nord GmbH. En 1961 fue Weser Flugzeugbau GmbH en Reich Flugtechnische el que trabajó para VFW.
En 1960, al tiempo que conserva sus otros compromisos con la reindustrialización de Bremen, Janson se convirtió en presidente del Weser AG. En 1961, Weserflug unió fuerzas con Focke Wulf - también de Bremen - y Hamburger Flugzeugbau en el Entwicklungsring Nord (ERNO) para desarrollar cohetes. Focke Wulf y Weserflug fusionaron formalmente en 1964, convirtiéndose en Vereinigte Flugtechnische Werke (VFW). Janson se retiró como presidente del Weser AG en 1969.

## Aeronaves

### Diseños de Weser

#### Weser Bf 163
También en 1938, se produjo el primer vuelo del Bf 163, en conjunción con Messerschmitt desarrollado para la competencia en el Fi 156 utilizando las fábricas de Weser Flugzeugbau. La aeronave no ganó y el Fi 156 se produjo en serie.

#### Weser We 271
Anfibio, prototipo construido en 1939.Entre 1937-1938 presentó Weserflug su propio diseño: un pequeño anfibio bimotor el 271 V1, D-ORBE. La forma rectangular del ala era diseño de Adolf Rohrbach. Motorizado por dos Argus As 10c de 240 hp. El soporte lateral flotador no tenía, curiosamente, forma náutica, pero si forma de gota. Además, las tapas de vuelo con doble cola tenían un peso de 3500 kg. La carga alar fue de 95 kg/m², la carga de potencia 5 kg/CV. Los vuelos de prueba se llevaron a cabo en 1938 con el despegues desde tierra y pruebas de agua en Lemwerder Einswarden (antiguo astillero de Deschimag en Frerichs ).

#### Weserflug WP 1003
Avión de ala basculante SVTOL proyectado en 1938. Muy parecido al Bell-Boeing V-22 Osprey actual.

#### Otros proyectos Weserflug
- Weser P.2127
- Weser P.2136
- Weser P.2138 - proyecto de un gran bote volante
- Weser P.2146
- Weser P.2147

### Producción de otros aviones
Weserflug fabricó una serie de otros aviones bajo licencia en sus instalaciones de Lemwerder, Berlin-Tempelhof y Liegnitz (Silesia),como el Junkers Ju 86, Ju 87 Stuka, Ju 188 y Ju 388
, además de Focke-Wulf Fw 190  .
Quizás previendo el final de la guerra, la gestión de Weserflug trasladado en 1944 desde Berlín a Hoykenkamp, a 15 km al oeste de Bremen. Se hizo cargo de los edificios utilizados previamente por Focke Achgelis.

## Adolf Rohrbach
En 1922, Adolf Rohrbach en Berlín, uso la empresa aeronáutica metalúrgica Rohrbach GmbH para la construcción de avanzados aviones de metal. Los principios de 1930 tuvieron que detener la operación de las razones económicas Rohrbach. En abril de 1934 se hizo cargo de Weser Flugzeugbau.
Adolf Rohrbach ya en 1935 fue director técnico de Weserflug en Lemwerder,y en 1936, su producción comenzó. Sus áreas fueron la producción de helicópteros VTOL (idioma inglés: despegue y aterrizaje vertical ) - lo que le dará una colaboración invaluable con Henrich Focke en Delmenhorst (Hoykenkamp) lo que generó el primer helicóptero utilizable desarrollado en Alemania (véase el Focke-Wulf Fw 61), y el  Focke-Achgelis Fa 223.